# Каральо
Кара̀льо (на италиански: Caraglio; на пиемонтски: Caraj, Карай) е градче и община в Северна Италия, провинция Кунео, регион Пиемонт. Разположено е на 575 m надморска височина. Населението на общината е 6893 души (към 2015 г.).